# Чаплінський Юліан Михайлович
Чаплінський Юліан Михайлович (нар. 10 січня 1982, Львів, УРСР) — український архітектор, урбаніст, публічний та політичний діяч. У 2015—2019 роках працював керівником Управління архітектури міста Львова. З вересня 2019 року по лютий 2020-го — заступник міністра розвитку громад та територій з питань європейської інтеграції.

## Життєпис
Народився 10 січня 1982 року у Львові, батьки та брат Юліана — музиканти. У 9—10-х класах навчався у Львівському фізико-математичному ліцеї на хіміко-біологічному профілі. Тоді хлопець мріяв стати художником і в 11-му класі почав ходити до репетитора, який переконав його займатися архітектурою. 
Згодом Юліан вступив та закінчив Національний університет «Львівська політехніка» на спеціальності «Архітектура будівель та споруд». У 2005—2006 роках працював архітектором у приватній фірмі «Ювіт». У 2006—2011 роках — архітектор та директор приватного підприємства «Архітектори Чаплінський Трофименко». У 2011—2015 роках керував власною архітектурною фірмою CHAPLINSKYY & Associates.
2015 року, у партнерстві зі Штефаном Бенішом, працював головним архітектором проєкту Центру імені Митрополита Андрея Шептицького, який згодом 2019 року номінували на архітектурну премію Європейського Союзу імені Міса ван дер Рое. Під час роботи над Центром Шептицького Чаплінський думав емігрувати до Штутгарта, працювати в бюро Беніша та отримати там другу вищу освіту, але згодом міський голова Львова Андрій Садовий запропонував Юліану стати головним архітектором міста — і він погодився. 
25 лютого 2015 року призначений головним архітектором Львова. Працював над перебудовою вілли на вулиці Єфремова, 26, та над будівництвом нового офісу компанії SoftServe. 10 вересня 2019 року написав заяву на звільнення.
29 вересня 2019 року Чаплінського призначили заступником міністра розвитку громад та територій із питань євроінтеграції. 13 лютого 2020 року його було звільнено у зв’язку зі зміною міністра.
Веде блог на YouTube, де висвітлює проблеми українських міст в галузі містобудування, архітектури та урбаністики.

## Нагороди
- 2006 та 2008 років потрапляв до рейтингу топ-100 архітекторів України київського архітектурного журналу «А + С».
- 2010 року переміг у конкурсі «INTERYEAR 2010».
- У грудні 2010 року нагороджений премією «Золотий Лев» в рамках конкурсу «Людина року 2010 року» у Львові в номінації «Архітектор року»[12].